# Liste der Baudenkmale in Goslar - Wislicenusstraße
In der Liste der Baudenkmale in Goslar - Wislicenusstraße sind alle Baudenkmale in der Wislicenusstraße der niedersächsischen Gemeinde Goslar aufgelistet. Die Quelle der Baudenkmale ist der Denkmalatlas Niedersachsen. Der Stand der Liste ist der 25. September 2022.

## Allgemein
In den Spalten befinden sich folgende Informationen:
- Lage: die Adresse des Baudenkmales und die geographischen Koordinaten. Kartenansicht, um Koordinaten zu setzen. In der Kartenansicht sind Baudenkmale ohne Koordinaten mit einem roten Marker dargestellt und können in der Karte gesetzt werden. Baudenkmale ohne Bild sind mit einem blauen Marker gekennzeichnet, Baudenkmale mit Bild mit einem grünen Marker.
- Bezeichnung: Bezeichnung des Baudenkmales
- Beschreibung: die Beschreibung des Baudenkmales. Unter § 3 Abs. 2 NDSchG werden Einzeldenkmale und unter § 3 Abs. 3 NDSchG Gruppen baulicher Anlagen und deren Bestandteile ausgewiesen.
- ID: die Objekt-ID des Baudenkmales
- Bild: ein Bild des Baudenkmales, ggf. zusätzlich mit einem Link zu weiteren Fotos des Baudenkmals im Medienarchiv Wikimedia Commons. Wenn man auf das Kamerasymbol klickt, können Fotos zu Baudenkmalen aus dieser Liste hochgeladen werden:

Zurück zur Hauptliste
| Lage                                             | Bezeichnung   | Beschreibung | ID       | Bild |
| ------------------------------------------------ | ------------- | ------------ | -------- | ---- |
| Wislicenusstraße 1 51° 54′ 21″ N, 10° 25′ 5″ O   | Wohnhaus      |              | 36608405 | BW   |
| Wislicenusstraße 1 51° 54′ 21″ N, 10° 25′ 6″ O   | Vorgarten     |              | 36610167 |      |
| Wislicenusstraße 2 51° 54′ 22″ N, 10° 25′ 5″ O   | Wohnhaus      |              | 36608435 |      |
| Wislicenusstraße 2 51° 54′ 22″ N, 10° 25′ 5″ O   | Vorgarten     |              | 36609709 |      |
| Wislicenusstraße 3 51° 54′ 22″ N, 10° 25′ 5″ O   | Wohnhaus      |              | 36608464 |      |
| Wislicenusstraße 3 51° 54′ 22″ N, 10° 25′ 4″ O   | Stall         |              | 36609861 | BW   |
| Wislicenusstraße 3 51° 54′ 22″ N, 10° 25′ 5″ O   | Vorgarten     |              | 36610344 |      |
| Wislicenusstraße 4 51° 54′ 23″ N, 10° 25′ 5″ O   | Wohnhaus      |              | 36608496 |      |
| Wislicenusstraße 4 51° 54′ 23″ N, 10° 25′ 5″ O   | Vorgarten     |              | 36609684 | BW   |
| Wislicenusstraße 5 51° 54′ 24″ N, 10° 25′ 4″ O   | Wohnhaus      |              | 36608525 | BW   |
| Wislicenusstraße 5 51° 54′ 24″ N, 10° 25′ 4″ O   | Vorgarten     |              | 36609231 | BW   |
| Wislicenusstraße 6 51° 54′ 25″ N, 10° 25′ 4″ O   | Wohnhaus      |              | 36608554 |      |
| Wislicenusstraße 6 51° 54′ 25″ N, 10° 25′ 5″ O   | Vorgarten     |              | 36609155 | BW   |
| Wislicenusstraße 7 51° 54′ 25″ N, 10° 25′ 4″ O   | Wohnhaus      |              | 36608962 |      |
| Wislicenusstraße 7 51° 54′ 25″ N, 10° 25′ 5″ O   | Vorgarten     |              | 36609309 | BW   |
| Wislicenusstraße 8 51° 54′ 26″ N, 10° 25′ 4″ O   | Wohnhaus      |              | 36608989 |      |
| Wislicenusstraße 8 51° 54′ 26″ N, 10° 25′ 4″ O   | Vorgarten     |              | 41166646 |      |
| Wislicenusstraße 9 51° 54′ 27″ N, 10° 25′ 4″ O   | Wohnhaus      |              | 36609011 |      |
| Wislicenusstraße 9 51° 54′ 27″ N, 10° 25′ 4″ O   | Vorgarten     |              | 41166715 |      |
| Wislicenusstraße 10 51° 54′ 27″ N, 10° 25′ 4″ O  | Wohnhaus      |              | 41166753 |      |
| Wislicenusstraße 10 51° 54′ 27″ N, 10° 25′ 4″ O  | Vorgarten     |              | 41166770 |      |
| Wislicenusstraße 10a 51° 54′ 28″ N, 10° 25′ 4″ O | Wohnhaus      |              | 41166786 |      |
| Wislicenusstraße 10a 51° 54′ 28″ N, 10° 25′ 4″ O | Vorgarten     |              | 41166803 |      |
| Wislicenusstraße 11 51° 54′ 29″ N, 10° 25′ 3″ O  | Wohnhaus      |              | 36608584 |      |
| Wislicenusstraße 11 51° 54′ 29″ N, 10° 25′ 4″ O  | Vorgarten     |              | 36609555 |      |
| Wislicenusstraße 12 51° 54′ 29″ N, 10° 25′ 3″ O  | Wohnhaus      |              | 36608614 |      |
| Wislicenusstraße 14 51° 54′ 30″ N, 10° 25′ 3″ O  | Haus Kunze    |              | 36609038 |      |
| Wislicenusstraße 14 51° 54′ 30″ N, 10° 25′ 3″ O  | Vorgarten     |              | 41168508 |      |
| Wislicenusstraße 15 51° 54′ 32″ N, 10° 25′ 3″ O  | Villa Scheibe |              | 36608644 |      |
| Wislicenusstraße 15 51° 54′ 32″ N, 10° 25′ 3″ O  | Vorgarten     |              | 36609405 |      |
| Wislicenusstraße 16 51° 54′ 32″ N, 10° 25′ 5″ O  | Wohnhaus      |              | 36608676 |      |
| Wislicenusstraße 16 51° 54′ 32″ N, 10° 25′ 4″ O  | Vorgarten     |              | 36609282 |      |
| Wislicenusstraße 17 51° 54′ 31″ N, 10° 25′ 5″ O  | Wohnhaus      |              | 36608706 |      |
| Wislicenusstraße 17 51° 54′ 31″ N, 10° 25′ 4″ O  | Vorgarten     |              | 36609180 |      |
| Wislicenusstraße 18 51° 54′ 31″ N, 10° 25′ 5″ O  | Wohnhaus      |              | 41159892 |      |
| Wislicenusstraße 18 51° 54′ 31″ N, 10° 25′ 4″ O  | Vorgarten     |              | 41160065 |      |
| Wislicenusstraße 19 51° 54′ 31″ N, 10° 25′ 5″ O  | Wohnhaus      |              | 41160478 |      |
| Wislicenusstraße 19 51° 54′ 30″ N, 10° 25′ 4″ O  | Vorgarten     |              | 41160496 |      |
| Wislicenusstraße 20 51° 54′ 30″ N, 10° 25′ 5″ O  | Wohnhaus      |              | 41160591 |      |
| Wislicenusstraße 20 51° 54′ 30″ N, 10° 25′ 5″ O  | Vorgarten     |              | 41160624 |      |
| Wislicenusstraße 21 51° 54′ 30″ N, 10° 25′ 5″ O  | Wohnhaus      |              | 41160675 |      |
| Wislicenusstraße 21 51° 54′ 30″ N, 10° 25′ 5″ O  | Vorgarten     |              | 41160744 |      |